# Base negativa
Es posible utilizar una base negativa para construir un sistema numérico posicional no estándar. Al igual que otros sistemas de valor dependientes de la posición, cada posición corresponde a múltiplos de una potencia llamada base; pero en este caso la base es negativa, es decir, la base b es igual a −r para algún número natural r (r ≥ 2).
Los sistemas de base negativa pueden acomodar todos los números como cualquier sistema estándar de valores dependientes de la posición, pero los números positivos y negativos se representan sin la necesidad de un signo negativo adicional, lo que le otorga ciertas ventajas a este sistema respecto de los que utilizan bases positivas en los cuales los números negativos se representan con una cifra adicional para el signo. Sin embargo esta ventaja se ve atenuada por una complejidad mayor para realizar operaciones aritméticas.
Las denominaciones comunes para sistemas numerales posicionales de base negativa se forman anteponiendo el prefijo nega- al nombre correspondiente del sistema numeral en base positiva; por ejemplo, negadecimal (base −10) corresponde a decimal (base 10), negabinario (base −2) a binario (base 2), y negaternario (base −3) a ternario (base 3).

## Ejemplos
- 14 en base 10, sería 10010 en base 2 negativa ya que: 1(-2)⁴+0(-2)³+0(-2)²+1(-2)¹+0(-2)⁰=16-2=14
- -200 en base 10, sería 2200 en base 5 negativa ya que: 2(-5)³+2(-5)²+0(-5)¹+0(-5)⁰=-250+50=-200

Si se analiza el significado de la expresión 12,243 en el sistema negadecimal, cuya base b es −10:
| Múltiplos de    | Múltiplos de    | Múltiplos de | Múltiplos de | Múltiplos de |
| (−10)4 = 10,000 | (−10)3 = −1,000 | (−10)2 = 100 | (−10)1 = −10 | (−10)0 = 1   |
| --------------- | --------------- | ------------ | ------------ | ------------ |
| 1               | 2               | 2            | 4            | 3            |

Dado que 10,000 + (−2,000) + 200 + (−40) + 3 = 8,163, la expresión 12,243-10 en notación negadecimal es equivalente a  8,16310en notación decimal, mientras que −8,16310 en decimal se indica como  9,977-10 en negadecimal.

## Historia
En 1885, Vittorio Grünwald en su obra Giornale di Matematiche di Battaglini, propone el uso de bases numéricas negativas. En su trabajo Grünwald propuso algoritmos para sumar, restar, multiplicar, dividir, obtener raíces, y realizar pruebas de divisibilidad y conversiones. Posteriormente las bases negativas fueron redescubiertas de forma independiente por A. J. Kempner en 1936 y Zdzisław Pawlak y A. Wakulicz en 1959.
La base binaria negativa fue implementada en el ordenador polaco  BINEG (y UMC), construido entre 1957 y 1959, basado en las ideas de Z. Pawlak Y A. Lazarkiewicz Del Instituto Matemático en Varsovia. 

## Notación y uso
Si se identifica a la base del sistema numérico como −r, entonces es posible escribir cada número entero como:
{\displaystyle a=\sum _{i=0}^{n}d_{i}(-r)^{i}}
Donde cada dígito dk es un entero de 0 a r - 1 y el dígito principal dn es > 0 (a no ser que n=0). La base −r expansión de a entonces queda definida por los dígitos dn dn-1 … d1 d0.
Algunos números tienen la misma representación en base −r  que en base r. Por ejemplo, los números del 100 a 109 tiene las mismas representaciones en base decimal y decimal negativo.
Por ejemplo,
{\displaystyle 17=2^{4}+2^{0}=(-2)^{4}+(-2)^{0}}
y se representa como 10001 en binario y 10001 en negabinario.
La siguiente tabla ilustra las expansiones de algunos números en bases positivas y negativas:
| Decimal | Negadecimal | Binaria | Negabinaria | Ternaria | Negaternaria | Ternaria balanceada |
| ------- | ----------- | ------- | ----------- | -------- | ------------ | ------------------- |
| −15     | 25          | −1111   | 110001      | −120     | 1220         | −110                |
| ⋮       | ⋮           | ⋮       | ⋮           | ⋮        | ⋮            | ⋮                   |
| −5      | 15          | −101    | 1111        | −12      | 21           | −11                 |
| −4      | 16          | −100    | 1100        | −11      | 22           | −−                  |
| −3      | 17          | −11     | 1101        | −10      | 10           | −0                  |
| −2      | 18          | −10     | 10          | −2       | 11           | −1                  |
| −1      | 19          | −1      | 11          | −1       | 12           | −                   |
| 0       | 0           | 0       | 0           | 0        | 0            | 0                   |
| 1       | 1           | 1       | 1           | 1        | 1            | 1                   |
| 2       | 2           | 10      | 110         | 2        | 2            | 1−                  |
| 3       | 3           | 11      | 111         | 10       | 120          | 10                  |
| 4       | 4           | 100     | 100         | 11       | 121          | 11                  |
| 5       | 5           | 101     | 101         | 12       | 122          | 1−−                 |
| 6       | 6           | 110     | 11010       | 20       | 110          | 1−0                 |
| 7       | 7           | 111     | 11011       | 21       | 111          | 1−1                 |
| 8       | 8           | 1000    | 11000       | 22       | 112          | 10−                 |
| 9       | 9           | 1001    | 11001       | 100      | 100          | 100                 |
| 10      | 190         | 1010    | 11110       | 101      | 101          | 101                 |
| 11      | 191         | 1011    | 11111       | 102      | 102          | 11−                 |
| 12      | 192         | 1100    | 11100       | 110      | 220          | 110                 |
| 13      | 193         | 1101    | 11101       | 111      | 221          | 111                 |
| 14      | 194         | 1110    | 10010       | 112      | 222          | 1−−−                |
| 15      | 195         | 1111    | 10011       | 120      | 210          | 1−−0                |
| 16      | 196         | 10000   | 10000       | 121      | 211          | 1−−1                |
| 17      | 197         | 10001   | 10001       | 122      | 212          | 1−0−                |

Es de notar que las expansiones de enteros negativos en base −r poseen un número par de dígitos, mientras que las expansiones  en base −r de enteros no negativos poseen un número impar de dígitos.

## Cálculo
La base de la expansión de un número puede ser encontrada mediante división repetida por −r, los residuos no negativos y concatenándolos empezando con el último. 
Note que si a / b = c, y residuo d, entonces bc + d = a y por tanto d = a - bc. Para llegar en la conversión correcta, el valor para c tiene que ser escogido tal que d es positivo y mínimo (menor que b).